# スフィアランド
スフィアランド（Sphereland: A Fantasy About Curved Spaces and an Expanding Universe、直訳: 球面世界: 湾曲した空間と膨張する宇宙のファンタジー）は、オランダの中学校教師ディオニス・ブルガーが1957年に発表した小説である。原題は"Bolland : een roman van gekromde ruimten en uitdijend heelal"で、英語版は1965年に刊行された。エドウィン・アボット・アボットの小説『フラットランド』の続編で、『フラットランド』の社会的・数学的基礎を発展させたものである。

## あらすじ
かつて、フラットランドの指導者である円は、正方形の3次元に関する啓示を正確に受け取らず、正方形を異端として投獄した。その後しばらくして、社会は3次元の世界「スペースランド」の考えを受け入れるようになった。
あるとき、著名な測量士が、内角の和が180度以上となる三角形を発見したが、ユークリッド幾何学ではそのようなことはあり得ないため、彼は仕事を解雇され、世間から変人扱いされるようになった。彼は、正方形の孫で数学者の正六角形と親しくなり、2人は共同で研究し、異常な測定値を説明するための理論にたどり着いた。彼らが住むフラットランドは実は非常に大きな球体の上にあり、ユークリッド幾何学が成り立たない球面上であったため、三角形の内角の和が180度以上になっていたのである。前作にも登場した3次元の世界の住人である球の助けを借りて、彼らはこの理論を証明することができた。しかし、科学界は2人の提案を理解できず、フラットランドにこの考えを広めようとはしなかった。
後に、フラットランドの住人たちが宇宙旅行をするようになり、遠い場所にも自分たちの世界と同じような世界があるのを見るようになると、測量士は三角法やレーダーを使って、自分たちの世界とその遠い世界との距離を求めようとした。その結果、測量士は正六角形とともに、宇宙が膨張しているという結論にたどり着いた。正六角形は、前作の祖父と同様に自分の体験を手記にまとめ、「宇宙膨張説が他の人に受け入れられるまで開いてはいけない」と表紙に書いた。

## 派生作品
前作の映画化作品『フラットランド・ザ・ムービー』の続編として、2012年に本作を原作とした36分の教育用アニメ映画『フラットランド2: スフィアランド』(Flatland 2: Sphereland)が製作された。この映画は、湾曲した空間、対称性と合同性、膨張宇宙、多元宇宙などをテーマとし、クリスティン・ベル、ダニー・プディ、マイケル・ヨーク、トニー・ヘイル、ダニカ・マッケラー、ケイト・マルグルーらが声を当てた。

## 日本語訳
- 石崎阿砂子 訳『多次元・球面国―ふくらんだ国のファンタジー』東京図書、1992年。ISBN 978-4489003936。 - 『フラットランド』の日本語訳『多次元・平面国―ペチャンコ世界の住人たち』とセットで刊行された。